# Elija Valentić
Elija Valentić (ur. 11 marca 1998) – chorwacka lekkoatletka specjalizująca się w skoku o tyczce.
W 2016 w rumuńskim Pitești wynikiem 3,80 zdobyła brązowy medal mistrzostw krajów bałkańskich.
W 2015 po raz pierwszy zdobyła tytuł seniorskiej mistrzyni Chorwacji, poprawiając podczas tej imprezy swój ówczesny rekord życiowy o 40 cm poprzez osiągnięcie rezultatu 3,60. Zdobywała także tytuły mistrzyni kraju w juniorskich kategoriach wiekowych.
Rekord życiowy: stadion – 4,26 (5 czerwca 2021, Karlovac) – rekord Chorwacji; hala – 4,16 (30 stycznia 2021, Mannheim) – rekord Chorwacji.

## Osiągnięcia
| Rok  | Impreza                                 | Miejsce      | Konkurencja   | Lokata     | Wynik |
| ---- | --------------------------------------- | ------------ | ------------- | ---------- | ----- |
| 2016 | Mistrzostwa krajów bałkańskich          | Pitești      | skok o tyczce | 3. miejsce | 3,80  |
| 2017 | Mistrzostwa krajów bałkańskich juniorów | Pitești      | skok o tyczce | 2. miejsce | 4,00  |
| 2017 | Mistrzostwa Europy juniorów             | Grosseto     | skok o tyczce | 8. miejsce | 3,90  |
| 2018 | Mistrzostwa krajów bałkańskich          | Stara Zagora | skok o tyczce | 2. miejsce | 3,80  |